# Törnekrona

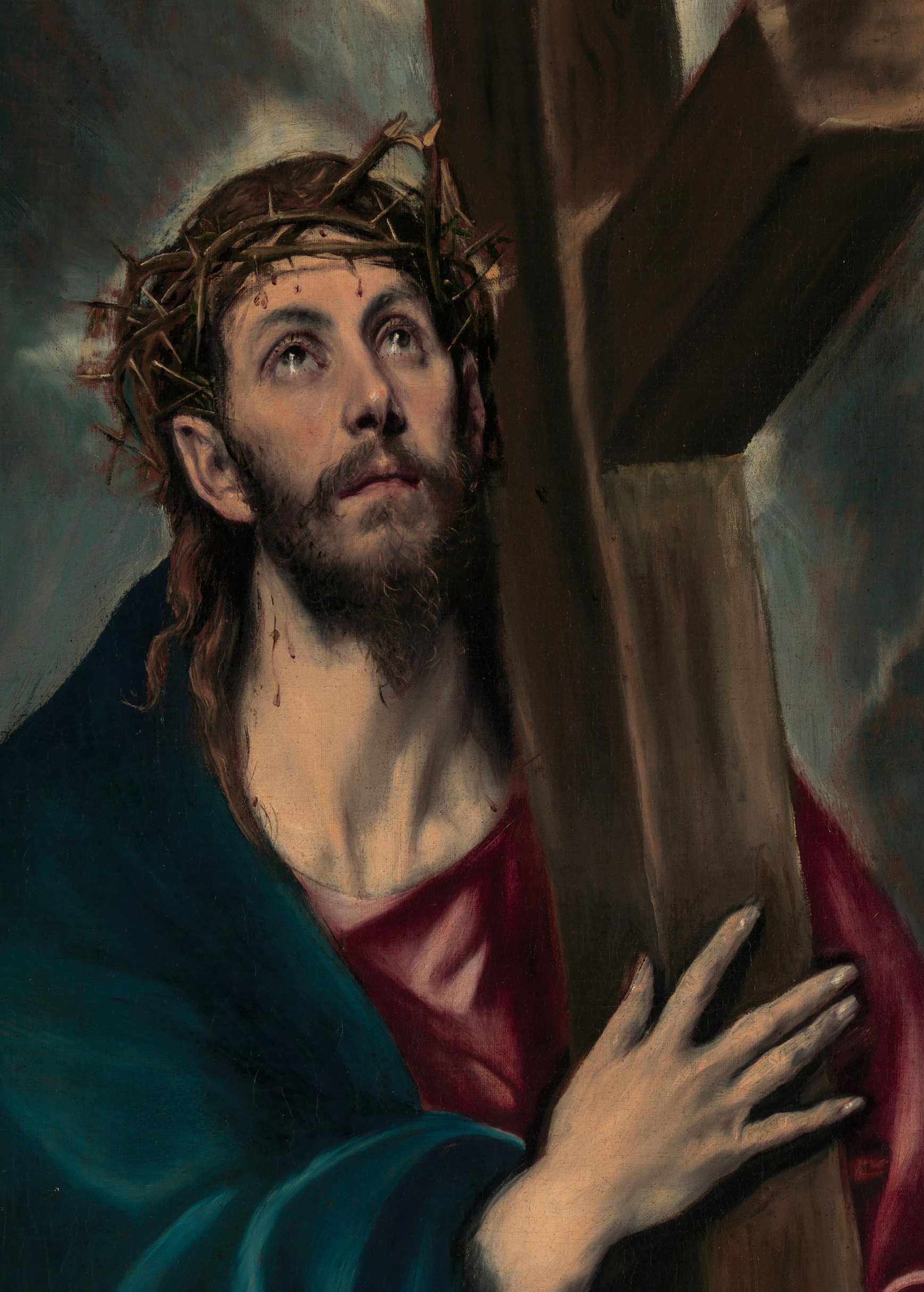
Kristus med törnekronan, målning av El Greco 1580.

Törnekrona (grekiska: στέφανος ἐξ ἀκανθῶν) avser ett tortyrredskap som förknippas med Jesus. Enligt traditionen vördas Kristi törnekrona i Sainte-Chapelle i Paris.